# 佩拉福勒
佩拉福勒（法語：Pellafol，法語發音：[pɛlafɔl]）是法国伊泽尔省的一个市镇，属于格勒诺布尔区。

## 地理
佩拉福勒（44°47'51"N, 5°54'27"E）面积34.73 平方千米，位于法国奥弗涅-罗讷-阿尔卑斯大区伊泽尔省，该省份为法国东南部内陆省份，北起顺时针与安省、萨瓦省、上阿尔卑斯省、德龙省、阿尔代什省、卢瓦尔省和罗讷省。
与佩拉福勒接壤的市镇（或旧市镇、城区）包括：特雷米尼、昂贝勒、科尔、莫内斯捷当贝勒、博蒙地区凯、圣博迪耶和皮佩、特列沃地区沙泰勒。

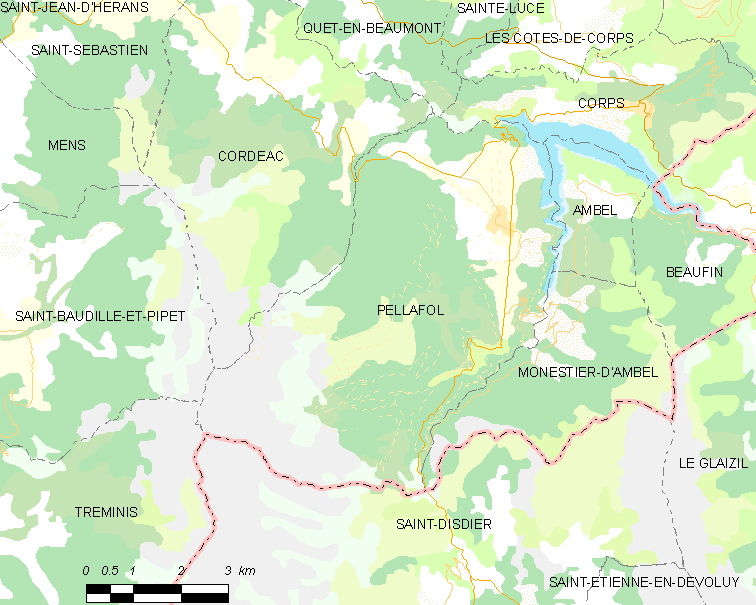
佩拉福勒的OSM定位图

佩拉福勒的时区为UTC+01:00、UTC+02:00（夏令时）。

## 行政
佩拉福勒的邮政编码为38970，INSEE市镇编码为38299。

## 政治
佩拉福勒所属的省级选区为马泰西讷-特列沃县。

## 人口

1962-2008年间佩拉福勒人口变化图示

佩拉福勒于2022年1月1日时的人口数量为134人。